# Mapamundi del saltiri

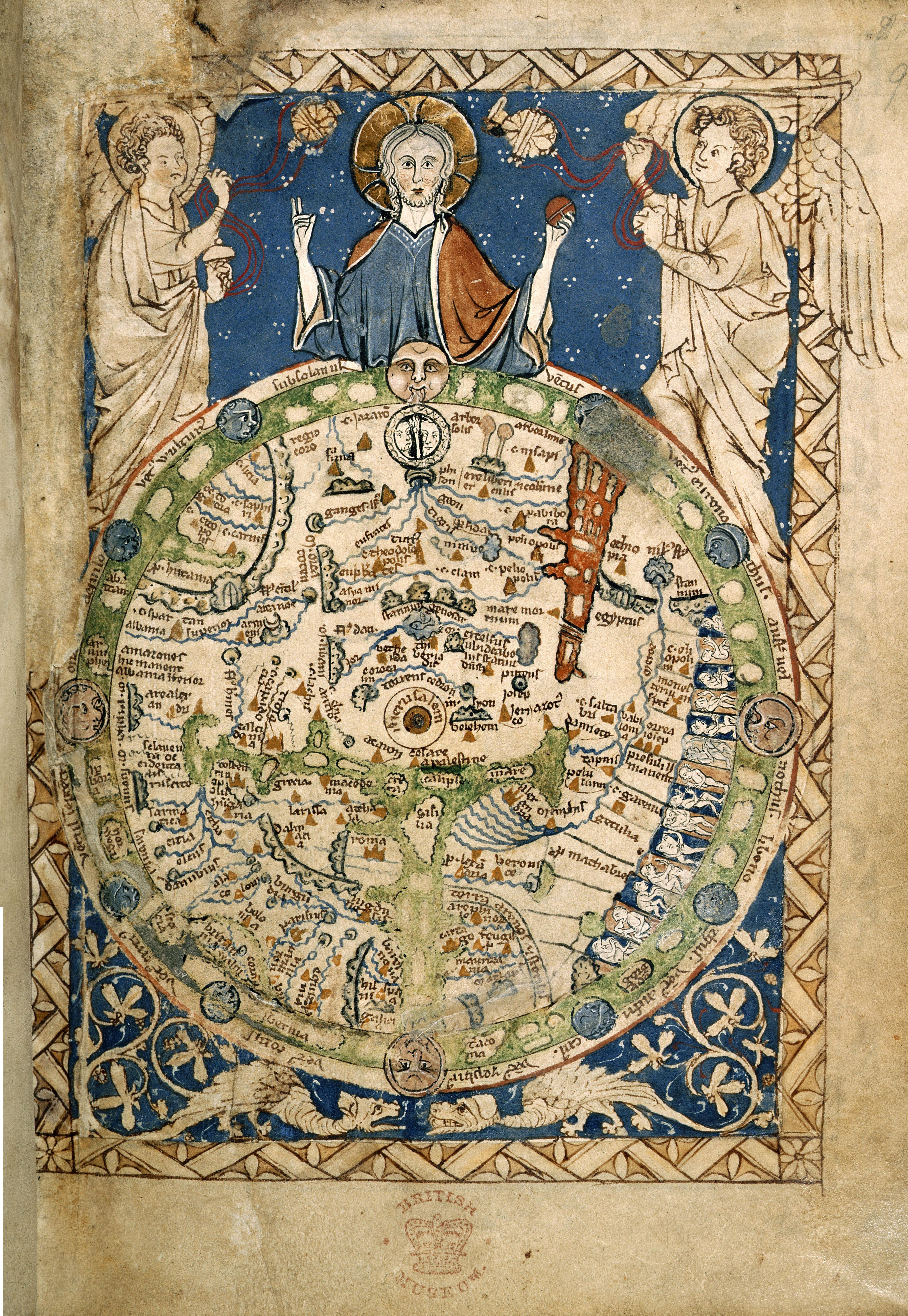
Mappa mundi del saltiri, ca. 1260. Jerusalem és al centre del mapa; el Mar Roig es pot veure de color vermell a la part superior dreta del globus.

El mapamundi del saltiri és un petit mapa del món del segle XIII, actualment conservat a la Biblioteca Britànica (British Library), que forma part d’un saltiri medieval. No es coneix cap altre saltiri de l’edat mitjana que contingui un mapamundi similar.

Aquest mappa mundi probablement es va utilitzar per oferir context visual a les històries de la Bíblia i com a representació simbòlica del cristianisme. Les cartes mundi no es concebien com a mapes per a la navegació ni per a l’ensenyament de geografia, sinó com a instruments didàctics d’història sagrada. La historiadora Felicitas Schmieder  es refereix als mappa mundi com a "geografies de la salvació", ja que narren la interacció de Crist amb el món. El mapamundi del saltiri es conserva avui a la Biblioteca Britànica de Londres.
Entre els tretze mapes medievals del món editats en el projecte Virtual Mappa s'inclou una imatge digital d'alta resolució d'accés obert del mapa amb anotacions de lloc i nom. El saltiri del mapa es pot desglossar de la següent manera: ff. 3v-8r són addicions posteriors de 6 il·lustracions del Nou Testament, ff. 9r-9v són el mappa mundi i un segon mapa T-O , ff. 10v-16v un calendari, que s'incloïa en molts saltiris de l'època. Van servir per destacar dies de canonització de sants i altres festes importants, f. 17r-v té oracions simples que solen trobar-se als saltiris, ff. 18v-184v consisteixen en els Càntics, o una col·lecció d'himnes, oracions o cançons que solen trobar-se als saltiris. ff. 184r-185v inclouen una lletania, ff. 185v-189v són peticions d'ajuda de Déu, ff. 217-221v indueix l'Oficina dels Morts, ff. 191r-212v són passatges de lloança de la Mare de Déu. El ff. 212r - 217r estan escrits en anglo-normand, ja que tots els signes indiquen que el llibre va ser fet a Londres. El saltiri acaba a ff. 221v-222v amb un estil d'escriptura diferent de les oracions llatines comunes, que sembla ser una addició posterior.

## Descripció física
El petit mapa (17 cm x 12,5 cm) té un detall increïblement fi i va ser dibuixat cap al 1270; l'artista és desconegut. El mapa està dividit en tres parts principals que pretenen mostrar tot l'univers. La zona superior mostra Crist com una figura de salvació, amb els braços estesos. Crist existeix per sobre del món que habiten els humans de manera natural. No obstant això, la segona part d'aquesta imatge el mapa en si o el món. Una distinció important aquí és que Crist no està separat del món, sinó que el seu cos és el món. El mapa és una "història projectada sobre una base geogràfica" per tant, el mapa destaca àrees importants de la vida i influències de Crist. El mapa mateix anota 91 ubicacions amb nom. Molts, si no la majoria, de les ubicacions esmentades al mapa del saltiri estan associades a un salm del mateix text.

### Procedència
L'origen d'aquest mapamundi és relativament desconegut, però hi ha molt debat sobre la seva importància. El mapa del saltiri va ser creat entre 1262-1280. Això es deu a una pàgina del calendari que destaca la canonització de Richard de Wych el 1262. És poc probable que el mapa del saltiri hagi estat creat després de 1280 a causa de la manca de reconeixement a la santedat un dels traductors de Sant Hug de Lincoln l'any 1280. No hi ha cap text explícit al Salteri del Mapa que indiqui exactament un lloc de producció, però hi ha algunes pistes sobre on es podria haver fet. Es confirma que el Mestre Sarum, il·luminadors amb seu a Salisbury, va fer el Saltiri d'Estocolm. Dels quals el Salteri del Mapa comparteix moltes il·lustracions semblants i estilísticament semblants. Això es presenta en forma d'ornamentació de fullatge similar, ús liberal del color, tipus facial i línies negres fortament delineades. A més, l'Oficina dels Morts tendeix a ser un text molt específic de la regió. L'oficina dels morts del salteri del mapa és només una paraula diferent de l'oficina dels morts dels mestres de Sarum estàndard. Una altra idea és que el Map Psalter és de procedència de Westminster a causa del matisat de les pàgines que comparteixen similituds amb Morgan Apocalypse. El mapa del saltiri és de naturalesa semblant a altres dos mappamundi que es creu que també es van dibuixar a l'edat mitjana, l'Hereford mappa mundi i l'Ebstorf mappa mundi. Es diu que els tres mappae mundi reflecteixen un mapa mundi mestre, del qual se sap que n'hi havia un a la gran sala del palau de Westminster encarregat per Enric III. Hi ha algunes teories que el Salteri del Mapa podria haver estat utilitzat per Enric III o algú proper a ell, però hi ha poc que suggereix això a part de semblances amb el mapa de la gran sala.

### Propietaris
Tot i que es desconeix l'origen específic i els propietaris originals del salteri del mapa, hi ha alguns propietaris anomenats durant el segle XVI. A f. 18r "Mary Wyndham" està escrit a mà del segle XVI. També a f. 225v "Anne la meva filla gran va néixer el xiiij dia de juliol a l'any del nostre Senyor Déu 1557" escrit a mà del segle XVI. Hi ha més addicions en una mà posterior a f. 1r, alfabetitzant alguns dels salms. L'enquadernació del salteri del mapa és actualment de J. Clarke després de 1600. Més tard, Henry D. Jones va col·locar el seu exlibris armorial a l'enquadernació superior. Henry va vendre el Map Psalter al Museu Britànic el 5 d'abril de 1871.

## Iconografia notable

### Orientació
A diferència dels mapes actuals, la part superior del mapa és geogràficament a l'est en lloc del nord. Es tracta d'un típic mapamundi que no només mostra el coneixement geogràfic i històric, sinó que també el situa en el marc de la història de la salvació. Jesucrist apareix a Orient (és a dir, "a dalt"), ja que els mapes de l'Edat Mitjana cristiana tenen Orient a la part superior, donant una benedicció amb la seva mà dreta.

### Figures monstruoses
A la part inferior dreta o al sud-oest del mapa hi ha 14 imatges de persones monstruoses que ocupen la vora del mapa. Aquests "monstres" són coneguts freqüentment com els Blemmaye, però només han sorgit aquest nom a causa de l'associació de la tribu etíop de la tribu Blemmaye prop d'on es mostren aquestes criatures al mapa. Hi ha diverses teories en competència sobre què són o representen aquestes criatures. La conclusió més fàcil de la qual és discutida per Grčić i Mittman és que l'artista va dibuixar el mapa a partir d'una percepció del civilitzat contra el incivilitzat. Mapes com el mapa Hereford donen més informació sobre el títol d'aquests monstres. Els títols llatins són traduccions senzilles com "ulls al pit" o "sense orelles". Tanmateix, la diferència clau és el confinament visual d'aquests monstres al mapa del saltiri. Tots dos autors destaquen que això pot estar intentant mostrar la diferència entre els "civilitzats" i els bàrbars com en la història de Gog i Magog. Una altra teoria de Grčić és que aquestes són criatures del pecat que viuen al Regne cristià del Prestre Joan.

### Edició digital
El projecte Virtual Mappa conté edicions digitals anotades tant del Mapa del Món del Saltiri com d'altres mapes.